# 장애인복지법
장애인복지법(障碍人福祉法)은 장애인과 관련된 대한민국의 법으로 장애인복지에 관해 필요한 사항을 정하고 있다. 1981년 6월 세계 장애자의 해를 기념으로 심신장애자복지법(心身障碍者福祉法)이라는 이름으로 제정되었으며, 1989년 12월에 장애인복지법으로 개정되었다.

## 목적
심신장애자복지법 제정 당시 심신장애의 발생의 예방과 심신장애자의 재활 및 보호에 관하여 필요한 사항을 정함으로써 심신장애자의 복지증진에 기여함을 목적으로 규정하였다. 이후 장애인복지법으로 개정되면서 아래와 같은 목적으로 규정하였다.
- 1989년 12월 30일
  - 장애인대책에 관한 국가, 지방자치단체등의 책무를 명백히 함
  - 장애발생의 예방과 장애인의 의료·훈련·보호·교육·고용의 증진·수당의 지급 등 장애인복지대책의 기본이 되는 사업을 정함으로써 장애인복지대책의 종합적 추진을 도모
  - 장애인의 자립 및 보호에 관하여 필요한 사항을 정함으로써 장애인의 생활안정에 기여하는 등 장애인의 복지증진에 기여함

- 1989년 12월 30일
  - 장애인의 인간다운 삶과 권리 보장을 위한 국가와 지방자치단체등의 책임을 명백히 함
  - 장애발생의 예방과 장애인의 의료, 교육, 직업재활, 생활환경개선등에 관한 사업을 정함으로써 장애인복지대책의 종합적 추진을 도모
  - 장애인의 자립, 보호 및 수당의 지급등에 관하여 필요한 사항을 정함으로써 장애인의 생활안정에 기여하는 등 장애인의 복지증진 및 사회활동 참여증진에 기여함

## 연혁
- 1981년 6월 5일 : 심신장애자복지법이라는 이름으로 제정하였으며[1] 아래의 장애를 심신장애자복지법에 의한 장애로 규정하였다.
  - 지체부자유
  - 시각장애
  - 청각장애
  - 음성·언어기능장애
  - 정신박약
- 1982년 2월 17일 : 심신장애자복지법 시행령이 제정되어 시행되었다.[2]
- 1982년 5월 22일 : 심신장애자복지법 시행규칙이 제정되어 시행되었다.[3]
- 1989년 12월 30일 : 심신장애자복지법이 장애인복지법으로 전부 개정되었으며[4] 아래와 같이 바뀌었다.
  - 심신장애자복지법이 장애인복지법으로 바뀌면서 심신장애자가 장애인으로 개정되었으며 심신장애자복지법에 의한 장애 용어가 아래와 같은 용어로 바뀌었다.
    - 지체부자유 → 지체장애
    - 음성·언어기능장애 → 언어장애
    - 정신박약 → 정신지체

  - 장애인 등록 제도가 법률로 규정되기 시작했다.
- 1990년 12월 1일 : 심신장애자복지법 시행령이 장애인복지법 시행령으로 전부 개정되었다.[5]
- 1991년 6월 3일 : 심신장애자복지법 시행규칙이 장애인복지법 시행규칙으로 전부 개정되었다.[6]
- 2000년 1월 1일 : 1999년에 전부 개정된 장애인복지법이 시행[7]되었으며, 이 해에 전부 개정된 시행규칙[8]과 시행령[9]이 시행되면서 아래와 같이 바뀌었다.
  - 장애인의 정의를 아래와 같이 규정하였다.
    - 신체적 장애 : 외부신체기능의 장애, 내부기관의 장애
    - 정신적 장애 : 정신지체 또는 정신적 질환으로 발생하는 장애

  - 지체장애의 종류를 세분화했으며, 신체변형 등의 장애를 장애인복지법에 의한 장애로 추가 신설하였다.
  - 아래의 장애를 장애인복지법에 의한 장애로 분류하였다.
    - 뇌병변장애
    - 발달장애
    - 신장장애
    - 심장장애
- 2003년 7월 1일 : 장애인복지법 시행령, 장애인복지법 시행규칙 개정(5월 1일, 6월 13일) 및 시행[10][11]으로 아래의 장애를 장애인복지법에 의한 장애로 분류하였다.
  - 호흡기장애
  - 간장애
  - 안면장애
  - 장루·요루장애
  - 간질장애
- 2007년 2월 7일 : 장애진단결과에 대한 심사기관 규정이 신설되었다.[12]
- 2007년 4월 ~ 12월 : 전부 개정된 장애인복지법[13], 시행령[14], 시행규칙[15]이 개정 및 시행되었으며 아래와 같이 바뀌었다.
  - 장애인의 정의 중 정신적 장애를 "발달장애 또는 정신질환으로 발생하는 장애"로 개정하였다.
  - 아래의 장애 용어가 바뀌었다
    - 정신지체 → 지적장애
    - 발달장애 → 자폐성장애

  - 장애인복지조정위원회가 장애인정책조정위원회로 바뀌면서 장애인정책조정위원회와 관련된 법규로 바뀌었다.
- 2011년 2월 1일 : 시행규칙이 개정되어 장애진단결과에 대한 심사기관이 보건복지부장관이 정하는 전문기관에서 국민연금공단으로 개정되었으며, 장애진단서에서 장애등급 작성란이 삭제되었다.
- 2011년 8월 21일 : 안면장애등급 중 5급을 신설했다.[16]
- 2012년 : 장애인 대상 성범죄에 관련된 규정이 신설되었다.[17] 상세한 내용은 아래와 같다.
  - 장애인 대상 성범죄의 신고와 관련된 규정이 신설되었다.
  - 성범죄자의 장애인복지법에 의한 장애인복지시설 운영, 취업 제한 규정이 신설되었다.
- 2013년 : 장애인 학대와 관련된 규정이 시행되었다.(개정 및 신설 : 2012년 10월 22일)[18]
- 2014년 6월 30일 : 장애인복지법 시행규칙이 개정되어 간질장애를 뇌전증장애로 변경하였다.[19]
- 2015년 : 보건복지부가 장애인 관련사업 계획, 추진실적, 추진성과 평가를 확정한 때에 국회 소관 상임위원회에 보고하도록 하는 내용의 규정이 신설되었으며, 장애인학대와 관련된 규정이 개정되었다.[20]
- 2018년 12월 19일 : 장애등급을 장애정도로 개정하여 장애등급제를 폐지하는 것으로 개정하였다.[21]
- 2019년 7월 1일 : 장애등급이 폐지되어 장애등급이 장애정도로 시행되었다.[22]

## 장애유형과 등급
장애인복지법에 의한 장애유형은 장애인복지법 시행규칙에서 규정하고 있으며 장애 정도에 따라 장애의 정도가 심한 장애(중증)와 심하지 아니한 장애(경증)로 나뉜다. 2019년 6월 30일까지 장애의 정도가 심한 것을 기준으로 해 1급부터 6급까지의 장애등급제도를 시행하였으며, 같은해 7월부터 장애등급제가 폐지되면서 장애 정도로 바뀌었다. 장애등급제 시행 당시에서는 장애유형마다 없는 등급이 있는 경우도 있으며, 장애유형마다 장애등급의 몇호로 나누기도 하였다.
- ■ : 경증(장애의 정도가 심하지 아니함)
- ■ : 중증(장애의 정도가 심함)
- ■ : 장애등급제 시행(2019년 6월 30일 이전) 당시 장애부위에 따라 경증과 중증으로 나뉘는 장애등급
- X : 장애등급이 없거나 불인정되는 장애정도

| 장애유형      | 장애등급(개정 전 - 2019년 6월 30일까지) | 장애등급(개정 전 - 2019년 6월 30일까지) | 장애등급(개정 전 - 2019년 6월 30일까지) | 장애등급(개정 전 - 2019년 6월 30일까지) | 장애등급(개정 전 - 2019년 6월 30일까지) | 장애등급(개정 전 - 2019년 6월 30일까지) |
| ------------- | --------------------------------------- | --------------------------------------- | --------------------------------------- | --------------------------------------- | --------------------------------------- | --------------------------------------- |
| 장애유형      | 1                                       | 2                                       | 3                                       | 4                                       | 5                                       | 6                                       |
| 지체장애      | O                                       | O                                       | O                                       | O                                       | O                                       | O                                       |
| 뇌병변장애    | O                                       | O                                       | O                                       | O                                       | O                                       | O                                       |
| 시각장애      | O                                       | O                                       | O                                       | O                                       | O                                       | O                                       |
| 청각장애      | X                                       | O                                       | O                                       | O                                       | O                                       | O                                       |
| 언어장애      | X                                       | X                                       | O                                       | O                                       | X                                       | X                                       |
| 안면장애      | X                                       | O                                       | O                                       | O                                       | O                                       | X                                       |
| 신장장애      | X                                       | O                                       | X                                       | X                                       | O                                       | X                                       |
| 심장장애      | O                                       | O                                       | O                                       | X                                       | O                                       | X                                       |
| 호흡기장애    | O                                       | O                                       | O                                       | X                                       | O                                       | X                                       |
| 간장애        | O                                       | O                                       | O                                       | X                                       | O                                       | X                                       |
| 장루·요루장애 | X                                       | O                                       | O                                       | X                                       | O                                       | X                                       |
| 뇌전증장애    | X                                       | O                                       | X                                       | O                                       | O                                       | X                                       |
| 지적장애      | O                                       | O                                       | O                                       | X                                       | X                                       | X                                       |
| 자폐성장애    | O                                       | O                                       | O                                       | X                                       | X                                       | X                                       |
| 정신장애      | O                                       | O                                       | O                                       | X                                       | X                                       | X                                       |
| 개정 후       |                                         |                                         |                                         |                                         |                                         |                                         |
| 지체장애      | 중증                                    | 중증                                    | 중증                                    | 경증                                    | 경증                                    | 경증                                    |
| 뇌병변장애    | 중증                                    | 중증                                    | 중증                                    | 경증                                    | 경증                                    | 경증                                    |
| 시각장애      | 중증                                    | 중증                                    | 중증                                    | 경증                                    | 경증                                    | 경증                                    |
| 청각장애      | 중증                                    | 중증                                    | 중증                                    | 경증                                    | 경증                                    | 경증                                    |
| 언어장애      | 중증                                    | 중증                                    | 중증                                    | 경증                                    | 경증                                    | 경증                                    |
| 안면장애      | 중증                                    | 중증                                    | 중증                                    | 경증                                    | 경증                                    | 경증                                    |
| 신장장애      | 중증                                    | 중증                                    | 중증                                    | 경증                                    | 경증                                    | 경증                                    |
| 심장장애      | 중증                                    | 중증                                    | 중증                                    | 경증                                    | 경증                                    | 경증                                    |
| 호흡기장애    | 중증                                    | 중증                                    | 중증                                    | 경증                                    | 경증                                    | 경증                                    |
| 간장애        | 중증                                    | 중증                                    | 중증                                    | 경증                                    | 경증                                    | 경증                                    |
| 장루·요루장애 | 중증                                    | 중증                                    | 중증                                    | 경증                                    | 경증                                    | 경증                                    |
| 뇌전증장애    | 중증                                    | 중증                                    | 중증                                    | 경증                                    | 경증                                    | 경증                                    |
| 지적장애      | 중증                                    | 중증                                    | 중증                                    | 경증                                    | 경증                                    | 경증                                    |
| 자폐성장애    | 중증                                    | 중증                                    | 중증                                    | 경증                                    | 경증                                    | 경증                                    |
| 정신장애      | 중증                                    | 중증                                    | 중증                                    | 경증                                    | 경증                                    | 경증                                    |

## 장애인 등록 제도
장애인 등록 제도는 장애를 가지고 있는 사람이 병·의원의 의사에게 장애가 있음을 진단받아 장애가 있음을 입증하는 서류를 읍, 면, 동사무소에 제출하면 장애인복지법 관련규정에 나와있는 장애유형과 장애정도에 따라 장애인으로 등록하는 제도이다.
장애인 등록 제도는 1987년 10월 보건사회부(현 보건복지부)가 행정명령으로 서울특별시 관악구, 충청북도 청원군에서 시범 실시하였으며, 1988년 11월 전국적으로 일제히 시행하기 시작했다.
1989년 12월 31일 심신장애자복지법이 장애인복지법으로 개정되면서 장애인 등록제도를 법률로 규정하기 시작해 현재에 이르고 있다.
장애인 등록 제도 시행 당시에는 장애가 있음을 진단한 의사가 장애유형과 등급을 부여할 수 있는 권한이 있어 장애가 있음을 입증하는 서류만 읍, 면, 동사무소에 재출해도 바로 장애인 등록이 가능하였다. 2011년 2월 이후에는 장애인복지법이 개정되면서 장애가 있음을 진단한 의사가 장애유형과 등급을 부여할 권한이 없어지면서 병·의원에서의 장애진단 이후 장애가 있다는 사실을 입증하는 서류를 읍, 면, 동사무소에 제출하면, 국민연금공단 장애 등급 심사 위원회를 통해서, 장애인 등록 가능 여부를 파악 후에 판정한다. 2019년 7월 1일, 장애등급제가 폐지된 후에는 장애정도로 대체되면서 장애인 등록시 장애등급 부여가 사라졌다.

## 장애등급, 정도의 기준
장애정도(2019년 6월까지 장애등급)의 기준은 장애인복지법 시행규칙 제2조, 동 규칙의 별표 1, 보건복지부 고시의 장애정도판정기준(2019년 6월까지 장애등급판정기준)에 따른다.
- 장애인복지법 시행규칙 별표 1(2015년 8월 3일)
- 장애등급판정기준(2018년 7월 27일)

| 장애유형          | 장애유형      | 장애등급 | 장애등급 | 장애정도 |
| ----------------- | ------------- | --- | --- | --- |
| 지체장애          |               | | | |
| 절단장애          | 제1급         | | | |
| 절단장애          | 제1급         | 1호 | 두 팔을 손목관절 부위에서 잃은 사람 | |
| 절단장애          | 제1급         | 2호 | 두 다리를 무릎관절 이상의 부위에서 잃은 사람 | |
| 절단장애          | 제2급         | | | |
| 절단장애          | 1호           | 두 손의 엄지손가락을 지절 이상 부위에서 잃고 다른 모든 손가락을 근위지관절 이상 부위에서 잃은 사람(두 손의 손가락을 모두 잃은 사람) | | |
| 절단장애          | 2호           | 한 팔을 팔꿈치관절 이상 부위에서 잃은 사람 | | |
| 절단장애          | 3호           | 두 다리를 발목관절 이상 부위에서 잃은 사람 | | |
| 절단장애          | 제3급         | | | |
| 절단장애          | 1호           | 두 손의 엄지손가락을 지관절 이상 부위에서 잃고 둘째 손가락을 근위지관절 이상 부위에서 잃은 사람 | | |
| 절단장애          | 2호           | 한 손의 엄지손가락을 지관절 이상 부위에서 잃고 다른 모든 손가락을 근위지관절 이상 부위에서 잃은 사람 | | |
| 절단장애          | 3호           | 두 다리를 쇼파관절 이상 부위에서 잃은 사람 | | |
| 절단장애          | 4호           | 한 다리를 무릎관절 이상 부위에서 잃은 사람 | | |
| 절단장애          | 제4급         | | | |
| 절단장애          | 1호           | 두 손의 엄지손가락을 지관절 이상 부위에서 잃은 사람 | | |
| 절단장애          | 2호           | 한 손의 엄지손가락을 지관절 이상 부위에서 잃고 둘째 손가락을 근위지관절 이상 부위에서 잃은 사람 | | |
| 절단장애          | 3호           | 한 손의 엄지손가락을 지관절 이상 부위에서 잃고 두 개의 손가락을 근위지관절 이상 부위에서 잃은 사람 | | |
| 절단장애          | 4호           | 두 다리를 리스프랑관절 이상 부위에서 잃은 사람 | | |
| 절단장애          | 5호           | 한 다리를 발목관절 이상 부위에서 잃은 사람 | | |
| 절단장애          | 제5급         | | | |
| 절단장애          | 1호           | 한 손의 엄지손가락을 지관절 이상 부위에서 잃고 한 개의 손가락을 근위지관절 이상 부위에서 잃은 사람 | | |
| 절단장애          | 2호           | 한 손의 엄지손가락을 중수지관절 이상 부위에서 잃은 사람 | | |
| 절단장애          | 3호           | 한 손의 둘째 손가락을 포함하여 세 손가락을 근위지관절 이상 부위에서 잃은 사람 | | |
| 절단장애          | 4호           | 두발의 엄지발가락을 지관절 이상 부위에서 잃고 다른 모든 발가락을 근위지관절 이상 부위에서 잃은 사람 | | |
| 절단장애          | 5호           | 한 다리를 쇼파관절 이상 부위에서 잃은 사람 | | |
| 절단장애          | 제6급         | | | |
| 절단장애          | 1호           | 한 손의 엄지손가락을 지관절 이상 부위에서 잃은 사람 | | |
| 절단장애          | 2호           | 한 손의 둘째 손가락을 포함하여 두 개의 손가락을 근위지관절 이상 부위에서 잃은 사람 | | |
| 절단장애          | 3호           | 한 손의 셋째, 넷째 그리고 다섯째 손가락 모두를 근위지관절 이상 부위에서 잃은 사람 | | |
| 절단장애          | 4호           | 한 다리를 리스프랑관절 이상 부위에서 잃은 사람 | | |
| 관절장애          | 제1급         | | | |
| 관절장애          | 제1급         | 1호 | 두 팔을 손목관절 이상 부위에서 잃은 사람 | |
| 관절장애          | 제1급         | 2호 | 두 다리를 무릎관절 이상 부위에서 잃은 사람 | |
| 관절장애          | 제2급         | | | |
| 관절장애          | 1호           | 한 팔의 모든 3대 관절의 운동범위가 각각 75% 이상 감소된 사람 | | |
| 관절장애          | 2호           | - 두 팔 각각의 3대 관절 중 2개의 운동범위가 각각 75% 이상 감소된 사람 - 두 팔의 모든 3대 관절의 운동범위가 각각 50% 이상 75% 미만 감소된 사람 | | |
| 관절장애          | 3호           | 두 손의 모든 손가락의 관절총운동범위가 각각 75% 이상 감소된 사람 | | |
| 관절장애          | 4호           | 두 다리 각각의 3대 관절 중 2개의 운동범위가 각각 75% 이상 감소된 사람 / 두 다리의 모든 3대 관절의 운동범위가 각각 50% 이상 75% 미만 감소된 사람 | | |
| 관절장애          | 제3급         | | | |
| 관절장애          | 1호           | - 두 팔의 각각 3대 관절 중 2개의 운동범위가 각각 50% 이상 75% 미만 감소된 사람 - 두팔의 모든 3대 관절의 운동범위가 각각 25% 이상 50% 미만 감소된 사람 | | |
| 관절장애          | 2호           | 두 손의 엄지손가락과 둘째손가락의 관절운동범위가 각각 75% 이상 감소된 사람 | | |
| 관절장애          | 3호           | 한 손의 모든 손가락의 관절총운동범위가 각각 75% 이상 감소된 사람 | | |
| 관절장애          | 4호           | - 한 팔의 각각의 3대 관절 중 2개의 운동범위가 각각 75% 이상 감소된 사람 - 한 팔의 모든 3대 관절의 운동범위가 각각 50% 이상 75% 미만 감소된 사람 | | |
| 관절장애          | 5호           | 한 다리의 모든 3대 관절의 운동범위가 각각 75% 이상 감소된 사람 | | |
| 관절장애          | 제4급         | | | |
| 관절장애          | 1호           | - 한 팔의 어깨관절, 팔꿈치관절 또는 손목관절 중 한 관절의 운동범위가 75% 이상 감소한 사람 - 두 손의 엄지손가락의 관절총운동범위가 각각 75% 이상 감소된 사람 - 두 다리 각각의 3대 관절 중 2개의 운동범위가 각각 50% 이상 75% 미만 감소된 사람 - 두 다리의 모든 3대 관절의 운동범위가 각각 25% 이상 50% 미만 감소된 사람 | | |
| 관절장애          | 2호           | - 한 손의 엄지손가락과 둘째손가락의 관절총운동범위가 각각 75% 이상 감소된 사람 - 한 다리의 고관절 또는 무릎관절이 완전강직 되었거나 운동범위가 90% 이상 감소된 사람 | | |
| 관절장애          | 3호           | 한 손의 엄지손가락 또는 둘째손가락을 포함하여 3개의 손가락의 관절총운동범위가 각각 75% 이상 감소된 사람 | | |
| 관절장애          | 4호           | 한 손의 엄지손가락 또는 둘째손가락을 포함하여 4개의 손가락의 관절총운동범위가 각각 50%이상 75% 미만 감소된 사람 | | |
| 관절장애          | 5호           | - 한 다리의 3대 관절 중 2개의 운동범위가 각각 75% 이상 감소된 사람 - 한 다리의 모드 3대 관절의 운동범위가 각각 50% 이상 75% 미만 감소된 사람 | | |
| 관절장애          | 제5급         | | | |
| 관절장애          | 1호           | - 한팔의 3대 관절 중 2개의 운동범위가 50% 이상 75% 미만 감소된 사람 - 한팔의 3대 관절 중 2개의 운동범위가 25% 이상 50% 미만 감소된 사람 | | |
| 관절장애          | 2호           | 두 손의 엄지손가락의 관절총운동범위가 각각 50% 이상 75% 미만 감소된 사람 | | |
| 관절장애          | 3호           | 한 손의 엄지손가락의 관절총운동범위가 75% 이상 감소된 사람 | | |
| 관절장애          | 4호           | 한 손의 엄지손가락과 둘째손가락의 관절총운동범위가 각각 50% 이상 75% 미만 감소된 사람 | | |
| 관절장애          | 5호           | 한 손의 엄지손가락 또는 둘째손가락을 포함하여 3개 손가락의 관절총운동범위가 각각 50% 이상 75% 미만 감소된 사람 | | |
| 관절장애          | 6호           | - 한 다리의 3대 관절 중 2개의 운동범위가 50% 이상 75% 미만 감소된 사람 - 한 다리의 모든 3대 관절의 운동범위가 25% 이상 50% 미만 감소된 사람 | | |
| 관절장애          | 7호           | 두 발의 모든 발가락의 관절총운동범위가 각각 75% 이상 감소된 사람 | | |
| 관절장애          | 제6급         | | | |
| 관절장애          | 1호           | - 한 팔의 어깨관절, 팔꿈치관절 또는 손목관절 중 한 관절의 운동범위가 50% 이상 감소한 사람 - 한 손의 엄지손가락의 관절총운동범위가 50% 이상 75% 미만 감소된 사람 | | |
| 관절장애          | 2호           | - 한 손의 둘째손가락을 포함하여 2개 손가락의 관절총운동범위가 각각 75% 이상 감소된 사람 - 한 다리의 고관절 또는 무릎관절의 운동범위가 50% 이상 감소된 사람 | | |
| 관절장애          | 3호           | - 한 손의 엄지손가락을 포함하여 2개 손가락의 관절총운동범위가 각각 50% 이상 75% 미만 감소된 사람 - 한 다리의 발목관절의 운동범위가 75% 이상 감소된 사람 | | |
| 관절장애          | 4호           | 한 손의 샛째손가락, 넷째손가락 그리고 다섯째손가락 모두의 관절총운동범위가 각각 75% 이상 감소된 사람 | | |
| 지체기능장애      | 제1급         | | | |
| 지체기능장애      | 제1급         | 1호 | 두 팔의 모든 3대 관절의 운동범위가 각각 75% 이상 감소된 사람 | |
| 지체기능장애      | 제1급         | 2호 | 두 다리의 모든 3대 관절의 운동범위가 각각 75% 이상 감소된 사람 | |
| 지체기능장애      | 제2급         | | | |
| 지체기능장애      | 1호           | 한 팔을 완전마비로 전혀 움직일 수 없는 사람(근력등급 0, 1) | | |
| 지체기능장애      | 2호           | 두 팔을 마비로 겨우 움직일 수 있는 사람(근력등급 2) | | |
| 지체기능장애      | 3호           | 두 손의 모든 손가락을 완전마비로 전혀 움직이지 못하는 사람(근력등급 0, 1) | | |
| 지체기능장애      | 4호           | 두 다리를 마비로 각각 겨우 움직일 수 있는 사람(근력등급 2) | | |
| 지체기능장애      | 5호           | 경추와 흉요추의 운동범위가 정상의 4/5 이상 감소된 사람 | | |
| 지체기능장애      | 6호           | 강직성 척추질환으로 경추와 흉추 및 요추가 완전강직된 사람 | | |
| 지체기능장애      | 제3급         | | | |
| 지체기능장애      | 1호           | - 두 팔을 마비로 기능적이지는 않지만 어느 정도 움직일 수 있는 사람(근력등급 0, 1) - 경추 또는 흉요추의 운동범위가 정상의 4/5 이상 감소된 사람 | | |
| 지체기능장애      | 2호           | 두 손의 엄지손가락과 둘째손가락을 각각 완전마비로 전혀 움직일 수 없는 사람(근력등급 0, 1) | | |
| 지체기능장애      | 3호           | 한 손의 모든 손가락을 완전마비로 각각 전혀 움직일 수 없는 사람(근력등급 0, 1) | | |
| 지체기능장애      | 4호           | 한 팔을 마비로 겨우 움직일 수 있는 사람(근력등급 2) | | |
| 지체기능장애      | 5호           | 한 다리를 완전마비로 전혀 움직일 수 없는 사람(근력등급 0, 1) | | |
| 지체기능장애      | 제4급         | | | |
| 지체기능장애      | 1호           | - 두 손의 엄지손가락을 완전마비로 각각 전혀 움직이지 못하는 사람(근력등급 0, 1) - 두 다리를 마비로 기능적이지는 않지만 어느 정도 움직일 수 있는 사람(근력등급 3) - 경추 또는 흉·요추의 운동범위가 정상의 3/5 이상 감소된 사람                                                                                          | | |
| 지체기능장애      | 2호           | 한 손의 엄지손가락과 둘째손가락을 완전마비로 각각 전혀 움직일 수 없는 사람(근력등급 0, 1) | | |
| 지체기능장애      | 3호           | 한 손의 엄지손가락 또는 둘째손가락을 포함하여 3개의 손가락을 완전마비로 전혀 움직일 수 없는 사람(근력등급 0, 1) | | |
| 지체기능장애      | 4호           | 한 손의 엄지손가락이나 둘째손가락을 포함하여 4개의 손가락을 마비로 각각 기능적이지는 않지만 어느 정도 움직일 수 있는 사람(근력등급 3) | | |
| 지체기능장애      | 5호           | 한 다리를 마비로 겨우 움직일 수 있는 사람(근력등급 2) | | |
| 지체기능장애      | 제5급         | | | |
| 지체기능장애      | 1호           | 한 팔을 마비로 기능적이지는 않지만 어느 정도 움직일 수 있는 사람(근력등급 3) | | |
| 지체기능장애      | 2호           | 두 손의 엄지발가락을 마비로 각각 기능적이지는 않지만 어느정도 움직일 수 있는 사람(근력등급 3) | | |
| 지체기능장애      | 3호           | 한 손의 엄지손가락을 완전마비로 전혀 움직일 수 없는 사람(근력등급 0, 1) | | |
| 지체기능장애      | 4호           | 한 손의 엄지손가락과 둘째손가락을 마비로 각각 기능적이지는 않지만 어느정도 움직일 수 있는 사람(근력등급 3) | | |
| 지체기능장애      | 5호           | 한 손의 엄지손가락 또는 둘째손가락을 포함하여 3개의 손가락을 마비로 각각 기능적이지는 않지만 어느정도 움직일 수 있는 사람(근력등급 3) | | |
| 지체기능장애      | 6호           | 한 다리를 마비로 기능적이지는 않지만 어느 정도 움직일 수 있는 사람(근력등급 3) | | |
| 지체기능장애      | 7호           | 두 발의 모든 발가락을 완전마비로 각각 전혀 움직일 수 없는 사람(근력등급 0, 1) | | |
| 지체기능장애      | 8호           | 경추 또는 흉요추의 운동범위가 정상의 2/5 이상 감소된 사람 | | |
| 지체기능장애      | 9호           | 강직성 척추질환으로 경추와 흉추 또는 흉추와 요추가 완전강직된 사람 | | |
| 지체기능장애      | 제6급         | | | |
| 지체기능장애      | 1호           | 한 손의 엄지손가락을 마비로 기능적이지는 않지만 어느정도 움직일 수 있는 사람(근력등급 3) | | |
| 지체기능장애      | 2호           | 한 손의 둘째손가락을 포함하여 2개의 손가락을 완전마비로 각각 전혀 움직이지 못하는 사람(근력등급 0, 1) | | |
| 지체기능장애      | 3호           | 한 손의 엄지손가락을 포함하여 2개의 손가락을 마비로 기능적이지는 않지만 어느정도 움직일 수 있는 사람(근력등급 3) | | |
| 지체기능장애      | 4호           | 한 손의 샛째손가락, 넷째손가락 그리고 다섯째손가락 모두를 완전마비로 각각 전혀 움직이지 못하는 사람(근력등급 0, 1) | | |
| 지체기능장애      | 5호           | 경추 또는 흉요추의 운동범위가 정상의 1/5 이상 감소된 사람 | | |
| 지체기능장애      | 6호           | 강직성 척추질환으로 경추 또는 요추가 완전강직된 사람 | | |
| 변형 등의 장애    | 제5급         | 1호 | 한 다리가 건강한 다리보다 10cm 이상 또는 건강한 다리의 길이의 10분의 1 이상 짧은 사람 | |
| 변형 등의 장애    | 제6급         | | | |
| 변형 등의 장애    | 1호           | 한 다리가 건강한 다리보다 5cm 이상 또는 건강한 다리의 길이의 15분의 1 이상 짧은 사람 | | |
| 변형 등의 장애    | 2호           | 척추측만증이 있으며, 만곡각도가 40도 이상인 사람 | | |
| 변형 등의 장애    | 3호           | 척추후만증이 있으며, 만곡각도가 60도 이상인 사람 | | |
| 변형 등의 장애    | 4호           | 성장이 멈춘 만 18세의 남성으로서 신장이 145cm 이하인 사람 | | |
| 변형 등의 장애    | 5호           | 성장이 멈춘 만 16세의 여성으로서 신장이 140cm 이하인 사람 | | |
| 변형 등의 장애    | 6호           | 연골무형성증으로 왜소증에 대한 증상이 뚜렷한 사람. 다만 이 경우는 만 2세 이상에서 적용 가능 | | |
| 뇌병변장애        | 뇌병변장애    | 제1급 | 제1급 | - 독립적인 보행이 불가능하여 보행에 전적으로 타인의 도움이 필요한 사람 - 양쪽 팔의 마비로 이를 이용한 일상생활동작을 거의 할 수 없어, 전적으로 타인의 도움이 필요한 사람 - 한쪽팔과 한쪽다리의 마비로 일상생활동작을 거의 할 수 없어, 전적으로 타인의 도움이 필요한 사람 - 보행과 모든 일상생활동작의 수행에 전적으로 타인의 도움이 필요하며, 수정바델지수가 32점 이하인 사람으로, 보행이 불가능하거나 일상생활동작을 거의 할 수 없어, 도움과 보호가 필요한 사람                                                            |
| 뇌병변장애        | 뇌병변장애    | 제2급 | 제2급 | - 한쪽팔의 마비로 이를 이용한 일상생활동작의 수행이 불가능하여, 전적으로 타인의 도움이 필요한 사람 - 마비와 관절구축으로 양쪽 팔의 모든 손가락 사용이 불가능하여, 이를 이용한 일상생활동작의 수행에 전적으로 타인의 도움이 필요한 사람 - 보행과 모든 일상생활동작의 수행에 대부분 타인의 도움이 필요하며, 수정바델지수가 33~53점인 사람으로, 아래와 같은 사람 - 보행이 현저하게 제한되었거나 일상생활동작이 현저하게 제한된 사람 - 보행과 일상생활동작이 상당히 제한된 사람                                                 |
| 뇌병변장애        | 뇌병변장애    | 제3급 | 제3급 | - 마비와 관절구축으로 한쪽 팔의 모든 손가락 사용이 불가능하여, 이를 이용한 일상생활동작의 수행에 전적으로 타인의 도움이 필요한 사람 - 한쪽 다리의 마비로 이를 이용한 보행이 불가능하여, 보행에 대부분 타인의 도움이 필요한 사람 - 보행과 모든 일상생활동작의 독립적 수행이 어려워 부분적으로 타인의 도움이 필요하며, 수정바델지수가 54~69점인 사람으로, 아래와 같은 사람 - 보행이 상당한 정도로 제한되었거나 일상생활동작이 상당히 제한적인 사람 - 보행이 경중한 정도로 제한되고 섬세한 일상생활동작이 현저하게 제한된 사람 |
| 뇌병변장애        | 뇌병변장애    | 제4급 | 제4급 | - 보행과 대부분의 일상생활동작은 자신이 수행하나 간헐적으로 타인의 도움이 필요하며, 수정바델지수가 70~80점인 사람으로서, 아래와 같은 사람 - 보행이 경중한 정도로 제한되었거나 섬세한 일상생활동작이 현저하게 제한된 사람 - 보행이 경미하게 제한되고 섬세한 일상생활동작이 상당히 제한된 사람 |
| 뇌병변장애        | 뇌병변장애    | 제5급 | 제5급 | - 보행과 대부분의 일상생활동작을 타인의 도움 없이 자신이 수행하나 완벽하게 수행하지 못하는 때가 있으며 수정바델지수가 81~89점인 사람으로서, 아래와 같은 사람 - 보행이 경미하게 제한되었거나 섬세한 일상생활동작이 상당히 제한된 사람 - 보행이 파행(跛行)을 보이고 섬세한 일상생활동작이 경중한 정도로 제한된 사람 |
| 뇌병변장애        | 뇌병변장애    | 제6급 | 제6급 | 보행과 대부분의 일상생활동작을 자신이 완벽하게 수행하나 간혹 수행 시간이 느리거나 양상이 비정상적인 때가 있으며 수정바델지수가 90~96점인 사람으로서, 보행 시 파행을 보이거나 섬세한 일상생활동작이 경중한 정도로 제한된 사람 |
| 시각장애          | 시각장애      | 제1급 | 1호 | 좋은 눈의 시력이 0.02 이하(공인된 시력표에 의하여 측정된 것을 말하며, 굴절이상이 있는 사람에 대하여는 최대 교정시력을 기준으로 한다. 이하 같다.)인 사람 |
| 시각장애          | 시각장애      | 제2급 | 1호 | 좋은 눈의 시력이 0.04 이하인 사람 |
| 시각장애          | 시각장애      | 제3급 | 1호 | 좋은 눈의 시력이 0.06 이하인 사람 |
| 시각장애          | 시각장애      | 제3급 | 2호 | 두 눈의 시야가 각각 모든 방향에서 5도 이하로 남은 사람 |
| 시각장애          | 시각장애      | 제4급 | 1호 | 좋은 눈의 시력이 0.1 이하인 사람 |
| 시각장애          | 시각장애      | 제4급 | 2호 | 두 눈의 시야가 각각 모든 방향에서 10도 이하로 남은 사람 |
| 시각장애          | 시각장애      | 제5급 | 1호 | 좋은 눈의 시력이 0.2 이하인 사람 |
| 시각장애          | 시각장애      | 제5급 | 2호 | 두 눈의 시야가 각각 정상시야의 50% 이상 감소한 사람 |
| 시각장애          | 시각장애      | 제6급 | 제6급 | 나쁜 눈의 시력이 0.02 이하인 사람 |
| 청각장애          |               | | | |
| 청력장애          | 제2급         | 제2급 | 두 귀의 청력손실이 각각 90db 이상인 사람 | |
| 청력장애          | 제3급         | 제3급 | 두 귀의 청력손실이 각각 80db 이상인 사람 | |
| 청력장애          | 제4급         | 1호 | 두 귀의 청력손실이 각각 70db 이상인 사람 | |
| 청력장애          | 제4급         | 2호 | 두 귀에 들리는 보통 말소리의 최대의 명료도가 50% 이하인 사람 | |
| 청력장애          | 제5급         | 제5급 | 두 귀의 청력손실이 각각 60db 이상인 사람 | |
| 청력장애          | 제6급         | 제6급 | 한 귀의 청력손실이 80db 이상, 다른 귀의 청력 손실이 40db 이상인 사람 | |
| 평형기능장애      | 제3급         | 제3급 | 양측 평형기능의 소실이 있으며 두 눈을 감고 일어서기 곤란하거나 두 눈을 뜨고 10m 거리를 직선으로 걷다가 쓰러지고(임상적으로 불가피한 경우 6m를 걷게 하여 진단할 수 있다) 일상에서 자신을 돌보는 일 외에는 타닌의 도움이 필요한 사람 | |
| 평형기능장애      | 제4급         | 제4급 | 양측 평형기능의 소실이나 감소가 있으며 두 눈을 뜨고 10m 거리를 걸으려면 중간에 균형을 잡기 위하여 멈추어야 하고(임상적으로 불가피한 경우 6m를 걷게 하여 진단할 수 있다) 일상에서 자신을 돌보는 일과 간단한 보행이나 활동만 가능한 사람 | |
| 평형기능장애      | 제5급         | 제5급 | 양측 또는 일측의 평형기능의 감소가 있으며 두 눈을 뜨고 10m 거리를 직선으로 걸을 때 중앙에서 60cm 이상 벗어나고(임상적으로 불가피한 경우 6m를 걷게 하여 진단할 수 있다) 일상에서 복합적인 신체운동이 필요한 활동이 불가능한 사람 | |
| 언어장애          | 언어장애      | 제3급 | | |
| 언어장애          | 언어장애      | 제3급 | 1호 | 발성이 불가능하거나 특수한 방법(식도발성, 인공후두기)으로 간단한 대화가 가능한 음성장애 |
| 언어장애          | 언어장애      | 제3급 | 2호 | 말의 흐름이 97% 이상 방해를 받는 말더듬 |
| 언어장애          | 언어장애      | 제3급 | 3호 | 자음정확도가 30% 미만인 조음장애 |
| 언어장애          | 언어장애      | 제3급 | 4호 | 의미 있는 말을 거의 못하는 표현언어지수가 25미만인 경우로서 지적장애 또는 자폐성장애로 판정되지 아니하는 경우 |
| 언어장애          | 언어장애      | 제3급 | 5호 | 간단한 말이나 질문도 거의 이해하지 못하는 수용언어지수 25미만인 경우로서 지적장애 또는 자폐성장애로 판정되지 아니하는 경우 |
| 언어장애          | 언어장애      | 제4급 | | |
| 언어장애          | 언어장애      | 1호 | 발성(음성, 강도, 음질)이 부분적으로 가능한 음성장애 | |
| 언어장애          | 언어장애      | 2호 | 말의 흐름이 방해받는 말더듬(아동 41~96%, 성인 24~96%) | |
| 언어장애          | 언어장애      | 3호 | 자음정확도 30~75% 정도의 부정확한 말을 사용하는 조음장애 | |
| 언어장애          | 언어장애      | 4호 | 매우 제한된 표현만을 할 수 있는 표현언어지수가 25~65인 경우로서 지적장애 또는 자폐성장애로 판정되지 아니하는 경우 | |
| 언어장애          | 언어장애      | 5호 | 매우 제한된 이해만을 할 수 있는 수용언어지수가 25~65인 경우로서 지적장애 또는 자폐성장애로 판정되지 아니하는 경우 | |
| 지적장애          |               | | | |
| 제1급             | 제1급         | 지능지수가 35 미만인 사람으로 일상생활과 사회생활의 적응이 현저하게 곤란하여 일생동안 타인의 보호가 필요한 사람 | | |
| 제2급             | 제2급         | 지능지수가 35 이상 50 미만인 사람으로 일상생활의 단순한 행동을 훈련시킬 수 있고, 어느 정도의 감독과 도움을 받으면 복잡하기 아니하고 특수기술을 요하지 아니하는 직업을 가질 수 있는 사람 | | |
| 제3급             | 제3급         | 지능지수가 50 이상 70 이하인 사람으로 교육을 통한 사회적 직업적 재활이 가능한 사람 | | |
| 자폐성장애        | 자폐성장애    | 제1급 | 제1급 | ICD-10의 진단기준에 따른 전반성발달장애(자폐증)로 지능지수가 70 이하이며, 기능 및 능력장애로 인하여 GAS척도 점수가 20이하인 사람으로, 기능 및 능력장애로 인하여 주위의 전적인 도움이 없이는 일상생활을 해나가는 것이 거의 불가능한 사람 |
| 자폐성장애        | 자폐성장애    | 제2급 | 제2급 | ICD-10의 진단기준에 따른 전반성발달장애(자폐증)로 지능지수가 70 이하이며,기능 및 능력장애로 인하여 GAS척도 점수가 21~40인 사람으로, 기능 및 능력장애로 인하여 주위의 많은 도움이 없으면 일상생활을 해나가기 어려운 사람 |
| 자폐성장애        | 자폐성장애    | 제3급 | 제3급 | 제2급과 동일한 특징을 가지고 있으나 지능지수가 71 이상이며, 기능 및 능력장애로 인하여 GAS척도 점수가 41~50인 사람으로,기능 및 능력장애로 인하여 일상생활 혹은 사회생활을 해나가기 위하여 간헐적으로 도움이 필요한 사람 |
| 정신장애          | 정신장애      | 제1급 | | |
| 정신장애          | 정신장애      | 제1급 | 1호 | 정신분열병으로 망상, 환청, 사고장애, 기괴한 행동 등의 양성증상 또는 사회적 위축 등의 음성증상이 심하고 현저한 인격변화가 있으며, 기능 및 능력장애로 인하여 능력장애 판정기준의 6항목 중 3항목 이상에서 전적인 도움이 필요하며, GAF척도 점수가 40점 이하인 사람으로, 기능 및 능력장애로 인하여 주위의 전적인 도움이 없이는 일상생활을 해나가는 것이 거의 불가능한 사람(정신병을 진단받은 지 1년 이상 지난 사람에 한한다. 이하 같다.)                                                                                         |
| 정신장애          | 정신장애      | 제1급 | 2호 | 양극성정동장애(조울중)로 기분, 의욕, 행동 및 사고장애 증상이 심한 증상기가 지속되거나 자주 반복되며, 기능 및 능력장애로 인하여 능력장애 판정기준의 6항목 중 3항목 이상에서 전적인 도움이 필요하며, GAF척도 점수가 40점 이하인 사람으로, 기능 및 능력장애로 인하여 주위의 전적인 도움이 없이는 일상생활을 해나가는 것이 거의 불가능한 사람 |
| 정신장애          | 정신장애      | 제1급 | 3호 | 반복성 우울장애로 망상 등 정신병적 증상이 동반되고 기분, 의욕, 행동 등에 대한 우울증상이 심한 증상기가 지속되거나 자주 반복되며, 기능 및 능력장애로 인하여 능력장애 판정기준의 6항목 중 3항목 이상에서 전적인 도움이 필요하며, GAF척도 점수가 40점 이하인 사람으로, 기능 및 능력장애로 인하여 주위의 전적인 도움이 없이는 일상생활을 해나가는 것이 거의 불가능한 사람 |
| 정신장애          | 정신장애      | 제1급 | 4호 | 분열형정동장애로 제1호 내지 제3호에 준하는 증상이 있는 사람 |
| 정신장애          | 정신장애      | 제2급 | | |
| 정신장애          | 정신장애      | 1호 | 정신분열병으로 망상, 환청, 사고장애, 기괴한 행동 등의 양성증상 및 사회적 위축 등의 음성증상이 있고 중등도의 인격변화가 있으며, 기능 및 능력장애로 인하여 능력장애 판정기준의 6항목 중 3항목 이상에서 많은 도움이 필요하며, GAF척도 점수가 41점 이상 50점 이하인 사람으로, 기능 및 능력장애로 인하여 주위의 많은 도움이 없으면 일상생활을 해나가기 어려운 사람                                       | |
| 정신장애          | 정신장애      | 2호 | 양극성정동장애(조울중)로 기분, 의욕, 행동 및 사고장애 증상이 있는 증상기가 지속되거나 자주 반복되며, 기능 및 능력장애로 인하여 능력장애 판정기준의 6항목 중 3항목 이상에서 많은 도움이 필요하며, GAF척도 점수가 41점 이상 50점 이하인 사람으로, 기능 및 능력장애로 인하여 주위의 많은 도움이 없으면 일상생활을 해나가기 어려운 사람                                                                 | |
| 정신장애          | 정신장애      | 3호 | 만성적인 반복성 우울장애로 망상 등 정신병적 증상이 동반되고 기분, 의욕, 행동 등에 대한 우울증상이 있는 증상기가 지속되거나 자주 반복되며, 기능 및 능력장애로 인하여 능력장애 판정기준의 6항목 중 3항목 이상에서 많은 도움이 필요하며, GAF척도 점수가 41점 이상 50점 이하인 사람으로, 기능 및 능력장애로 인하여 주위의 많은 도움이 없으면 일상생활을 해나가기 어려운 사람                            | |
| 정신장애          | 정신장애      | 4호 | 만성적인 분열형정동장애로 제1호 내지 제3호에 준하는 증상이 있는 사람 | |
| 정신장애          | 정신장애      | 제3급 | | |
| 정신장애          | 정신장애      | 1호 | 정신분열병으로 망상, 환청, 사고장애, 기괴한 행동 등의 양성증상이 있으나 인격변화나 퇴행은 심하지 아니한 경우로서, 기능 및 능력장애로 인하여 능력장애 판정기준의 6항목 중 3항목 이상에서 간헐적인 도움이 필요하며, GAF척도 점수가 51점 이상 60점 이하인 사람으로, 기능 및 능력장애로 인하여 일상생활이나 사회생활을 해나가기 위한 기능 수행에 제한을 받아 간헐적으로 도움이 필요한 사람              | |
| 정신장애          | 정신장애      | 2호 | 양극성정동장애(조울중)로 기분, 의욕, 행동 및 사고장애 증상이 현저하지는 아니하지만 증상기가 지속되거나 자주 반복되는 경우로서, 기능 및 능력장애로 인하여 능력장애 판정기준의 6항목 중 3항목 이상에서 간헐적인 도움이 필요하며, GAF척도 점수가 51점 이상 60점 이하인 사람으로, 기능 및 능력장애로 인하여 일상생활이나 사회생활을 해나가기 위한 기능 수행에 제한을 받아 간헐적으로 도움이 필요한 사람 | |
| 정신장애          | 정신장애      | 3호 | 반복성 우울장애로 기분, 의욕, 행동 등에 대한 우울증상이 있는 증상기가 지속되거나 자주 반복되는 경우로서, 기능 및 능력장애로 인하여 능력장애 판정기준의 6항목 중 3항목 이상에서 간헐적인 도움이 필요하며, GAF척도 점수가 51점 이상 60점 이하인 사람으로, 기능 및 능력장애로 인하여 일상생활이나 사회생활을 해나가기 위한 기능 수행에 제한을 받아 간헐적으로 도움이 필요한 사람                       | |
| 정신장애          | 정신장애      | 4호 | 분열형정동장애로 제1호 내지 제3호에 준하는 증상이 있는 사람 | |
| 신장장애          | 신장장애      | 제2급 | 제2급 | 만성신부전증으로 인하여 3개월 이상 기간 동안 지속적으로 혈액투석 또는 복막투석을 받고 있는 사람 |
| 신장장애          | 신장장애      | 제5급 | 제5급 | 신장을 이식받은 사람 |
| 심장장애          | 심장장애      | 제1급 | 제1급 | 심장기능의 장애가 지속되며, 안정시에도 심부전증상이나 협심증 증상 등이 나타나서 운동능력을 완전히 상실하여 상시적으로 돌보는 사람이 필요한 사람(심장질환을 진단받은 지 1년 이상이 지난 사람에 한함. 이하 같음.) |
| 심장장애          | 심장장애      | 제2급 | 제2급 | 심장기능의 장애가 지속되며, 자기 신체주위의 일은 어느정도 할 수 있지만 그 이상의 활동을 하면 심부전증상이나 협심증증상 등이 나타나서 정상적인 일상생활을 해나가기 어려운 사람 |
| 심장장애          | 심장장애      | 제3급 | 제3급 | 심장기능의 장애가 지속되며, 가정에서 가벼운 활동은 할 수 있지만 그 이상의 활동을 하면 심부전증상이나 협심증증상 등이 나타나서 정상적인 사회활동을 해나가기 어려운 사람 |
| 심장장애          | 심장장애      | 제5급 | 제5급 | 심장을 이식받은 사람 |
| 호흡기장애        | 호흡기장애    | 제1급 | | |
| 호흡기장애        | 호흡기장애    | 제1급 | 1호 | 폐나 기관지 등 호흡기관의 만성적인 기능부전으로 안정시에도 산소요법을 받아야 할 정도의 호흡곤란이 있고, 평상시의 폐환기 기능(1초시 강제호기량) 또는 폐확산능이 정상예측치의 25% 이하이거나, 산소를 흡입하지 않으면서 평상시 대기중에서 안정시에 동맥혈 산소분압이 55mmHg 이하인 사람 |
| 호흡기장애        | 호흡기장애    | 제1급 | 2호 | 만성호흡기 질환으로 인하여 기관절개관을 유지하고 24시간 인공호흡기로 생활하는 사람 |
| 호흡기장애        | 호흡기장애    | 제2급 | 제2급 | 폐나 기관지 등 호흡기관의 만성적인 기능부전으로 집안에서의 이동시에도 호흡곤란이 있고, 평상시의 폐환기 기능(1초시 강제호기량) 또는 폐확산능이 정상예측치의 30% 이하이거나, 산소를 흡입하지 않으면서 평상시 대기중에서 안정시에 동맥혈 산소분압이 60mmHg 이하인 사람 |
| 호흡기장애        | 호흡기장애    | 제3급 | 제3급 | 폐나 기관지 등 호흡기관의 만성적인 기능부전으로 평지에서의 보행시에도 호흡곤란이 있고, 평상시의 폐환기 기능(1초시 강제호기량) 또는 폐확산능이 정상예측치의 40% 이하이거나, 사소를 흡입하지 않으면서 평상시 대기중에서 안정시에 동맥혈 산소분압이 65mmHg 이하인 사람 |
| 호흡기장애        | 호흡기장애    | 제5급 | | |
| 호흡기장애        | 호흡기장애    | 1호 | 폐를 이식받은 사람 | |
| 호흡기장애        | 호흡기장애    | 2호 | 능막루가 있는 사람 | |
| 간장애            | 간장애        | 제1급 | 제1급 | 만성 간질환(간경변증, 간세포암종 등)으로 진단받은 환자 중 잔여 간 기능이 Child-Pugh 평가 상 등급 C이면서 다음의 합병증 중 하나 이상을 보이는 사람 1) 간성뇌증 2) 자발성 세균성 복막염의 병력 |
| 간장애            | 간장애        | 제2급 | 제2급 | 만성 간질환(간경변증, 간세포암종 등)으로 진단받은 환자 중 잔여 간 기능이 Child-Pugh 평가 상 등급 C이면서 다음의 병력(2년 이내의 과거병력) 중 하나 이상을 보이는 사람 1) 간성뇌증의 병력 2) 자발성 세균성 복막염의 병력 |
| 간장애            | 간장애        | 제3급 | | |
| 간장애            | 간장애        | 1호 | 만성 간질환(간경변증, 간세포암종 등)으로 진단받은 환자 중 잔여 간 기능이 Child-Pugh 평가 상 등급 C인 사람 | |
| 간장애            | 간장애        | 2호 | 만성 간질환(간경변증, 간세포암종 등)으로 진단받은 환자 중 잔여 간 기능이 Child-Pugh 평가 상 등급 B이면서 다음의 합병증 중 하나 이상을 보이는 사람 1) 난치성 복수 2) 간성뇌증 | |
| 간장애            | 간장애        | 제5급 | 제5급 | 간을 이식받은 사람 |
| 안면장애          | 안면장애      | 제2급 | 1호 | 노출된 안면부의 90% 이상의 변형이 있는 사람 |
| 안면장애          | 안면장애      | 제2급 | 2호 | 노출된 안면부의 60% 이상의 변형이 있고 코 형태의 2/3 이상이 없어진 사람 |
| 안면장애          | 안면장애      | 제3급 | 1호 | 노출된 안면부의 75% 이상의 변형이 있는 사람 |
| 안면장애          | 안면장애      | 제3급 | 2호 | 노출된 안면부의 50% 이상의 변형이 있고 코 형태의 2/3 이상이 없어진 사람 |
| 안면장애          | 안면장애      | 제4급 | | |
| 안면장애          | 안면장애      | 1호 | 노출된 안면부의 60% 이상의 변형이 있는 사람 | |
| 안면장애          | 안면장애      | 2호 | 코 형태의 2/3 이상이 없어진 사람 | |
| 안면장애          | 안면장애      | 3호 | 노출된 안면부의 45% 이상의 변형이 있고 코 형태의 1/3 이상이 없어진 사람 | |
| 안면장애          | 안면장애      | 제5급 | 1호 | 노출된 안면부의 45% 이상의 변형이 있는 사람 |
| 안면장애          | 안면장애      | 제5급 | 2호 | 코 형태의 1/3 이상이 없어진 사람 |
| 장루·요루장애     | 장루·요루장애 | 제2급 | | |
| 장루·요루장애     | 장루·요루장애 | 제2급 | 1호 | 장루와 함께 요루 또는 방광루를 가지고 있으며, 그 중 하나 이상의 루에 합병증으로 장피누공 또는 배뇨기능장애가 있는 사람 |
| 장루·요루장애     | 장루·요루장애 | 제2급 | 2호 | 장루 또는 요루를 가지고 있으며 합병증으로 장피누공과 배뇨기능장애가 모두 있는 사람 |
| 장루·요루장애     | 장루·요루장애 | 제2급 | 3호 | 배변을 위한 말단 공장루를 가지고 있는 사람 |
| 장루·요루장애     | 장루·요루장애 | 제3급 | 1호 | 장루와 함께 요루 또는 방광루를 가지고 있는 사람 |
| 장루·요루장애     | 장루·요루장애 | 제3급 | 2호 | 장루 또는 요루를 가지고 있으며, 합병증으로 장피누공 또는 배뇨기능장애가 있는 사람 |
| 장루·요루장애     | 장루·요루장애 | 제4급 | 1호 | 장루 또는 요루를 가진 사람 |
| 장루·요루장애     | 장루·요루장애 | 제4급 | 2호 | 방광루를 가지고 있으며, 합병증으로 장피누공이 있는 사람 |
| 장루·요루장애     | 장루·요루장애 | 제5급 | 제5급 | 방광루를 가진 사람 |
| 뇌전증장애        |               | | | |
| 성인 뇌전증       | 제2급         | 제2급 | 만성적인 뇌전증에 대한 적극적인 치료에도 불구하고 월 8회 이상의 중증발작이 연 6회 이상 있고, 발작을 할 때에 유발된 호흡장애, 흡인성 폐렴, 심한 탈진, 두통, 구역질, 인지기능의 장애 등으로 심각한 요양관리가 필요하며, 일상생활 및 사회생활에 항상 타인의 지속적인 보호와 관리가 필요한 사람 | |
| 성인 뇌전증       | 제3급         | 제3급 | 만성적인 뇌전증에 대한 적극적인 치료에도 불구하고 월 5회 이상의 중증발작 또는 월 10회 이상의 경증발작이 연 6회 이상 있고, 발작을 할 때에 유발된 호흡장애, 흡인성 폐렴, 심한 탈진, 두통, 구역질, 인지기능 장애 등으로 요양관리가 필요하며, 일상생활 및 사회생활에 수시로 보호와 관리가 필요한 사람                                                                                                   | |
| 성인 뇌전증       | 제4급         | 제4급 | 만성적인 뇌전증에 대한 적극적인 치료에도 불구하고 월 1회 이상의 중증발작 또는 월 2회 이상의 경증발작이 연 6회 이상 있고, 이로 인하여 협조적인 대인관계가 현저히 곤란한 사람 | |
| 성인 뇌전증       | 제5급         | 제5급 | 만성적인 뇌전증에 대한 적극적인 치료에도 불구하고 월 1회 이상의 중증발작 또는 월 2회 이상의 경증발작이 연 3회 있고, 이로 인하여 협조적인 대인관계가 곤란한 사람 | |
| 소아청소년 뇌전증 | 제2급         | | | |
| 소아청소년 뇌전증 | 제2급         | 1호 | 전신발작은 1개월에 8회 이상의 발작이 있는 사람으로, 심각한 요양관리가 필요하며, 일상생활 및 사회생활에 항상 다른 사람의 지속적인 보호와 관리가 필요한 사람 | |
| 소아청소년 뇌전증 | 제2급         | 2호 | 신체의 손상을 초래할 수 있는 경우로 넘어지면서 머리가 먼저 바닥에 떨어지는 발작(head drop, falling attack)은 1개월에 4회 이상의 발작이 있는 사람으로, 심각한 요양관리가 필요하며, 일상생활 및 사회생활에 항상 다른 사람의 지속적인 보호와 관리가 필요한 사람 | |
| 소아청소년 뇌전증 | 제2급         | 3호 | 영아연축(Infantile spasm), 레녹스-가스토 증후군(Lennox-Gastaut syndrome)등과 같은 뇌전증성 뇌병증(epileptic encephalopathy)은 1개월에 4회 이상의 발작이 있는 사람으로, 심각한 요양관리가 필요하며, 일상생활 및 사회생활에 항상 다른 사람의 지속적인 보호와 관리가 필요한 사람 | |
| 소아청소년 뇌전증 | 제2급         | 4호 | 근간대성발작(myoclonic seizure)이 중증(severe)으로 자주 넘어져 다칠 수 있는 경우(falling attack을 초래하는 경우)는 1개월에 4회 이상의 발작이 있는 사람으로, 심각한 요양관리가 필요하며, 일상생활 및 사회생활에 항상 다른 사람의 지속적인 보호와 관리가 필요한 사람 | |
| 소아청소년 뇌전증 | 제3급         | | | |
| 소아청소년 뇌전증 | 1호           | 전신발작은 1개월에 4~7회 발작이 있는 사람으로. 요양관리가 필요하며, 일상생활 및 사회생활에 수시로 보호와 관리가 필요한 사람 | | |
| 소아청소년 뇌전증 | 2호           | 신체의 손상을 초래할 수 있는 경우로 넘어지면서 머리가 먼저 바닥에 떨어지는 발작(head drop, falling attack)은 1개월에 1~3회 발작이 있는 사람으로, 요양관리가 필요하며, 일상생활 및 사회생활에 수시로 보호와 관리가 필요한 사람                                                                                          | | |
| 소아청소년 뇌전증 | 3호           | 영아연축(Infantile spasm), 레녹스-가스토 증후군(Lennox-Gastaut syndrome)등과 같은 뇌전증성 뇌병증(epileptic encephalopathy)은 1개월에 1~3회의 발작이 있는 사람으로. 요양관리가 필요하며, 일상생활 및 사회생활에 수시로 보호와 관리가 필요한 사람                                                                       | | |
| 소아청소년 뇌전증 | 4호           | 근간대성발작(myoclonic seizure)이 중증(severe)으로 자주 넘어져 다칠 수 있는 경우(falling attack을 초래하는 경우)는 1개월에 1~3회의 발작이 있는 사람으로. 요양관리가 필요하며, 일상생활 및 사회생활에 수시로 보호와 관리가 필요한 사람                                                                                  | | |
| 소아청소년 뇌전증 | 5호           | 부분발작은 1개월에 10회 이상의 발작이 있는 사람으로. 요양관리가 필요하며, 일상생활 및 사회생활에 수시로 보호와 관리가 필요한 사람 | | |
| 소아청소년 뇌전증 | 제4급         | | | |
| 소아청소년 뇌전증 | 1호           | 전신발작은 1개월에 1~3회 발작이 있는 사람으로, 일상생활 및 사회생활에 보호와 관리가 필요한 사람 | | |
| 소아청소년 뇌전증 | 2호           | 신체의 손상을 초래할 수 있는 경우로 넘어지면서 머리가 먼저 바닥에 떨어지는 발작(head drop, falling attack)은 6개월에 1~5회의 발작이 있는 사람으로, 일상생활 및 사회생활에 보호와 관리가 필요한 사람 | | |
| 소아청소년 뇌전증 | 3호           | 영아연축(Infantile spasm), 레녹스-가스토 증후군(Lennox-Gastaut syndrome)등과 같은 뇌전증성 뇌병증(epileptic encephalopathy)은 6개월에 1~5회 이상의 발작이 있는 사람으로, 일상생활 및 사회생활에 보호와 관리가 필요한 사람                                                                                              | | |
| 소아청소년 뇌전증 | 4호           | 근간대성발작(myoclonic seizure)이 중증(severe)으로 자주 넘어져 다칠 수 있는 경우(falling attack을 초래하는 경우)는 6개월에 1~5회의 발작이 있는 사람으로, 일상생활 및 사회생활에 보호와 관리가 필요한 사람 | | |
| 소아청소년 뇌전증 | 5호           | 부분발작은 1개월에 1~9회의 발작이 있는 사람으로, 일상생활 및 사회생활에 보호와 관리가 필요한 사람 | | |

## 같이 보기
- 장애인
- 장애인 등에 대한 특수교육법
- 특수교육진흥법
- 장애인차별금지 및 권리구제 등에 관한 법률
- 발달장애인 권리보장 및 지원에 관한 법률